# Juan Carlos Valerón
Juan Carlos Valerón (Arguineguín, 17 de junho de 1975) é um ex-futebolista espanhol que atuava como meio-campista.
Era conhecido pelo seu excelente domínio de bola, além da visão de jogo e da habilidade em passes de curta e longa distancia. No entanto, sofreu ao longo de carreira com diversos problemas físicos, na sua maioria musculares.

## Carreira

### Deportivo La Coruña
Atuou maior parte de sua carreira no Deportivo La Coruña (entre 2000 e 2013), conquistando cinco títulos no período: duas Supercopas da Espanha (2000 e 2002), uma Copa do Rei (2001–02), uma Copa Intertoto da UEFA (2008) e uma Segunda Divisão Espanhola (2011–12). Com 414 partidas pelo clube, detém a marca de ser o quarto jogador a mais vestir a camisa do La Coruña na história, atrás apenas de Mauro Silva, Manuel Pablo e Fran.

### Las Palmas
Em julho de 2013, Valerón voltou ao Las Palmas para encerrar a carreira. Bateu na trave no primeiro acesso, mas levou a equipe do coração à La Liga no ano de 2015, na qual foi um reserva de luxo. No dia 1 de março de 2016, depois de ser destaque em uma vitória por 4 a 0 contra o Getafe em casa, Valerón apareceu em seu jogo de número 400 na Primeira Divisão Espanhola. Posteriormente, no dia 7 de maio, ele anunciou sua aposentadoria.

## Seleção Nacional
Após ter defendido a Espanha nas categorias Sub-21 e Sub-23, o jogador estreou pela Seleção Espanhola principal em 1998. Pela Roja, Valerón disputou a Euro 2000, a Copa do Mundo FIFA de 2002, na qual marcou um gol, contra a Eslovênia, e a Euro 2004. Cotado para disputar a Copa do Mundo FIFA de 2006, o meia não foi convocado por conta de uma lesão no ligamento cruzado do joelho. No total pela Seleção, atuou em 46 partidas e marcou cinco gols.

## Títulos
Deportivo La Coruña
- Copa do Rei: 2001–02
- Supercopa da Espanha: 2000 e 2002
- Copa Intertoto da UEFA: 2008
- Segunda Divisão Espanhola: 2011–12

Espanha Sub-21
- Campeonato Europeu Sub-21: 1998